# Gmina Czernichów (Powiat Żywiecki)
Die Gmina Czernichów ist eine Landgemeinde im Powiat Żywiecki der Woiwodschaft Schlesien Polen. Sitz der Gemeindeverwaltung ist das Dorf Tresna. Namensgebend ist das Dorf Czernichów mit mehr als 1000 Einwohnern.
Die Einwohnerzahl der Gemeinde in Stadtnähe ist steigend und hat 2016 die Marke von 6800 überschritten.

## Geographie

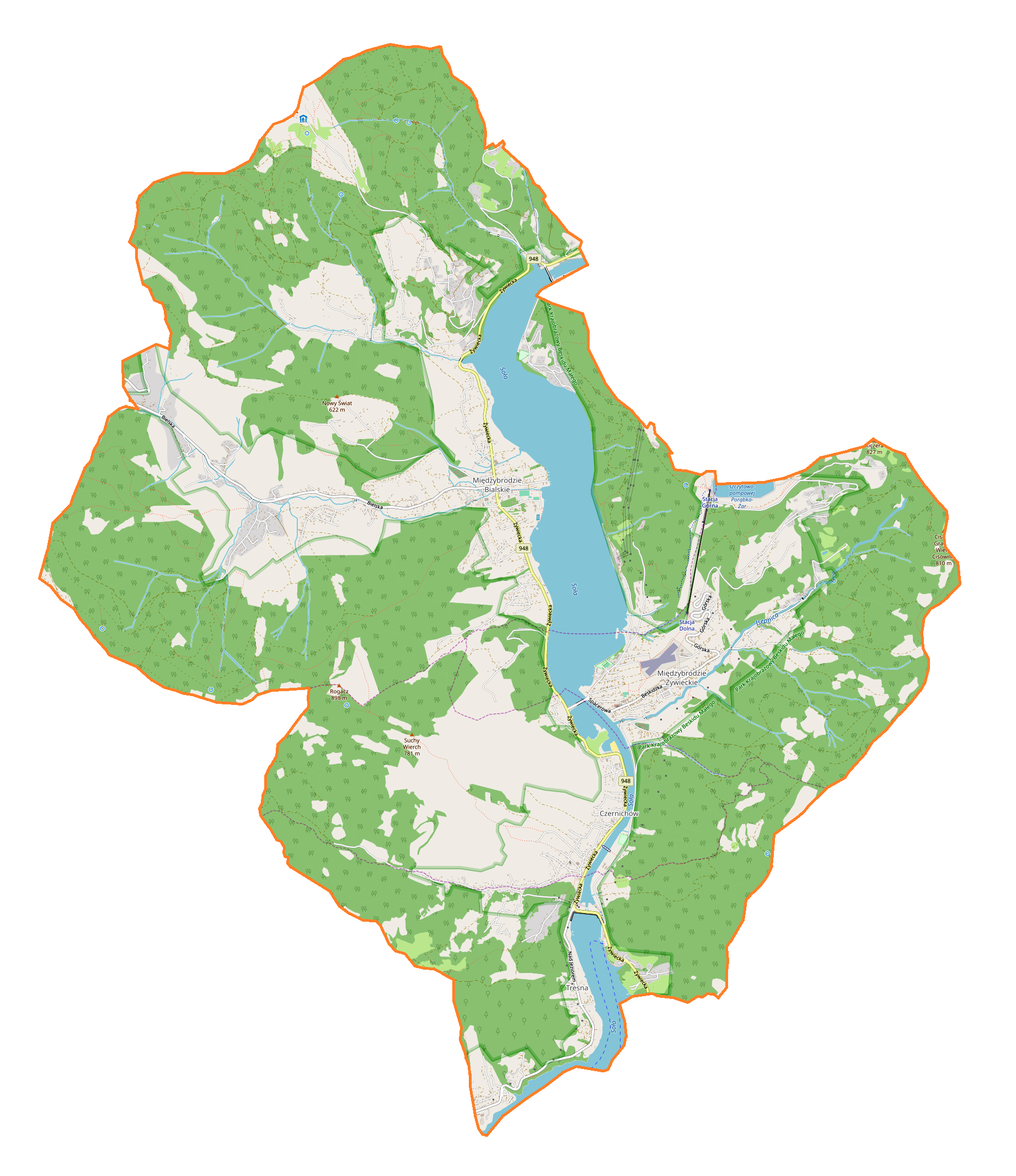
Karte der Landgemeinde

Die Gemeinde liegt in den Kleinen Beskiden, an der Nordspitze des Powiats Żywiecki. Sie grenzt im Nordwesten an die Großstadt Bielsko-Biała und im Süden an die Kreisstadt Żywiec (Saybusch). Weitere Nachbargemeinden sind: Kozy, Łękawica, Łodygowice, Porąbka und Wilkowice.
Wichtigstes Gewässer ist die Soła. Der Fluss durchbricht hier das Gebirge und wird auf Gemeindegebiet zweimal aufgestaut. Größter Stausee ist der Żywiecer See (Jezioro Żywieckie) im Süden der Gemeinde, der Wasserspeicher hat eine Fläche von 10 km². Der Jezioro Międzybrodzkie ist mit dem Speichersee Jezioro Żar auf dem Gipfel des 761 Meter hohen Bergs Żar verbunden.
Die Gemeinde hat eine Fläche von 56,26 km² von denen 22 Prozent landwirtschaftlich genutzt werden und
61 mit Wald bedeckt sind.

## Geschichte
Von 1975 bis 1998 gehörte die Gemeinde zur Woiwodschaft Bielsko-Biała. Im Jahre 1966 wurde Tresna teilweise vom Żywiecer See überschwemmt.

### Gemeindepartnerschaften
Die Gemeinde ist nach der politischen Wende eine Partnerschaft mit Neunkirchen-Seelscheid in Deutschland eingegangen. Weitere Partnerschaften bestehen mit Bicester, England und Csór, Kreis Székesfehérvár in Ungarn.

## Gliederung
Die Landgemeinde gliedert sich in vier Dörfer mit Schulzenämtern (sołectwa):
Czernichów, Tresna, Międzybrodzie Bialskie und Międzybrodzie Żywieckie.

## Wirtschaft und Tourismus
An der Soła wurden auf Gemeindegebiet drei Wasserkraftwerke angelegt: Der Stausee des Kraftwerks in Porąbka 1936, das Kraftwerk Tresna 1966 und das Pumpspeicherkraftwerk Porąbka-Żar 1979. Mit einer Fallhöhe von 440 Metern und einer Leistung von 500 MW gehört es zu den leistungsfähigsten seiner Art in Polen.

### Tourismus

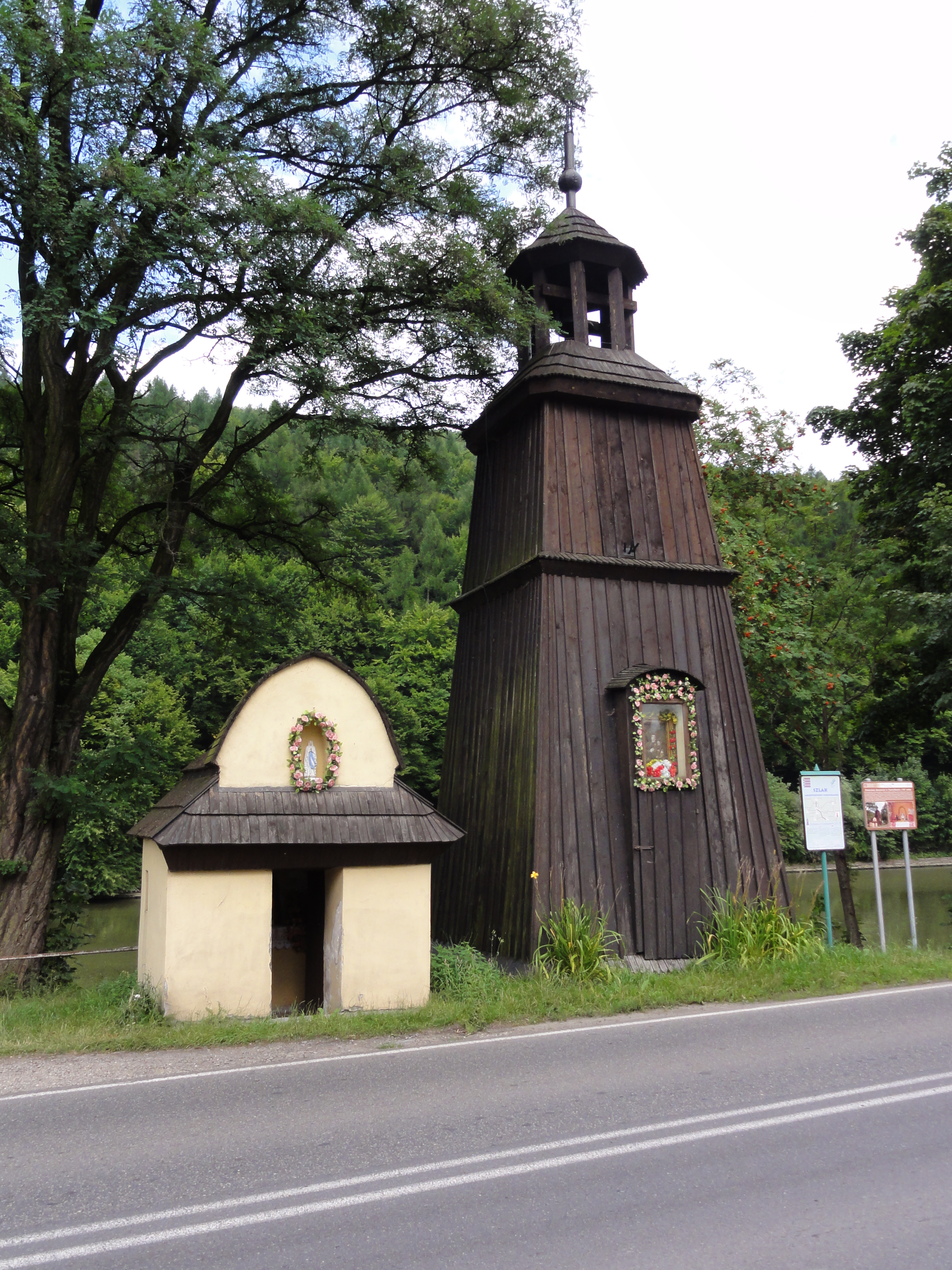
Glockenturm und Heiligenhäuschen in Czernichów

Auf dem Gemeindegebiet gibt es mehrere markierte Wanderwege, unter anderem den Kleinen Beskidenweg. Auf den Gipfel des Żar führt die Standseilbahn Żar und an seinem Hang befindet sich ein Skigebiet.
An Hang des Berges befindet sich das Segelfluggelände Żar (Lotnisko Żar, EPZR) mit einer Flugschule. Bei besonderen Wetterlagen sind Segelflüge in der Leewelle der Beskiden möglich. Am Berg wird auch Drachenflug betrieben. Der nächste Verkehrslandeplatz befindet sich in Bielsko-Biała.

### Sehenswürdigkeiten
Zu den denkmalgeschützten Sehenswürdigkeiten gehören im Hauptort Czernichów der hölzerne Glockenturm und das benachbarte Heiligenhäuschen. Von weiterem Interesse sind auch die unterschiedliche Staudämme und -wehre am Fluss.

## Sonstiges
Auf dem Gemeindewappen werden der Berg Żar mit seiner Wetterstation und Segelflugzeug dargestellt, die untere Hälfte symbolisiert einen See.